# Сремська Митровиця

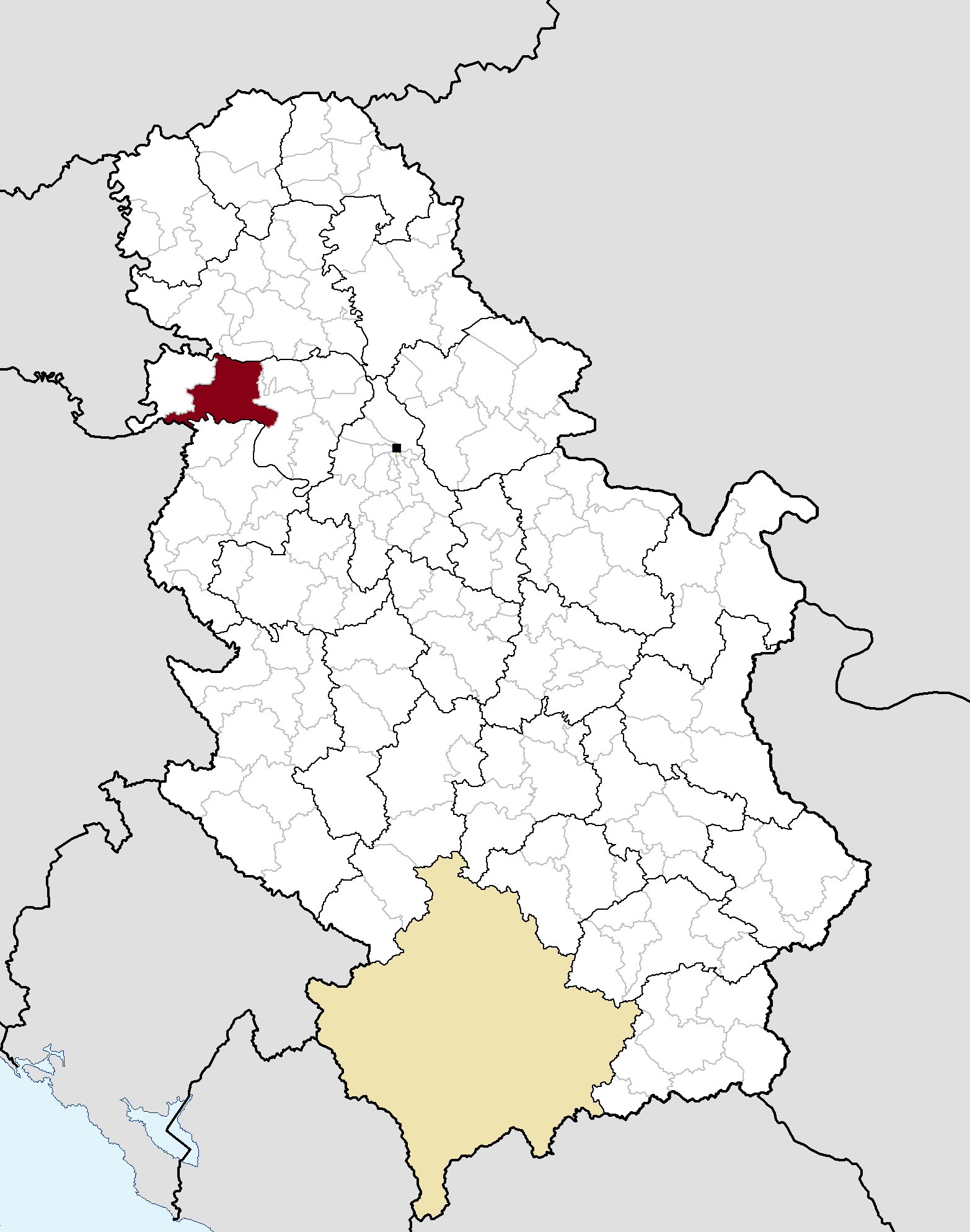
Положення муніципалітету у межах Сербії

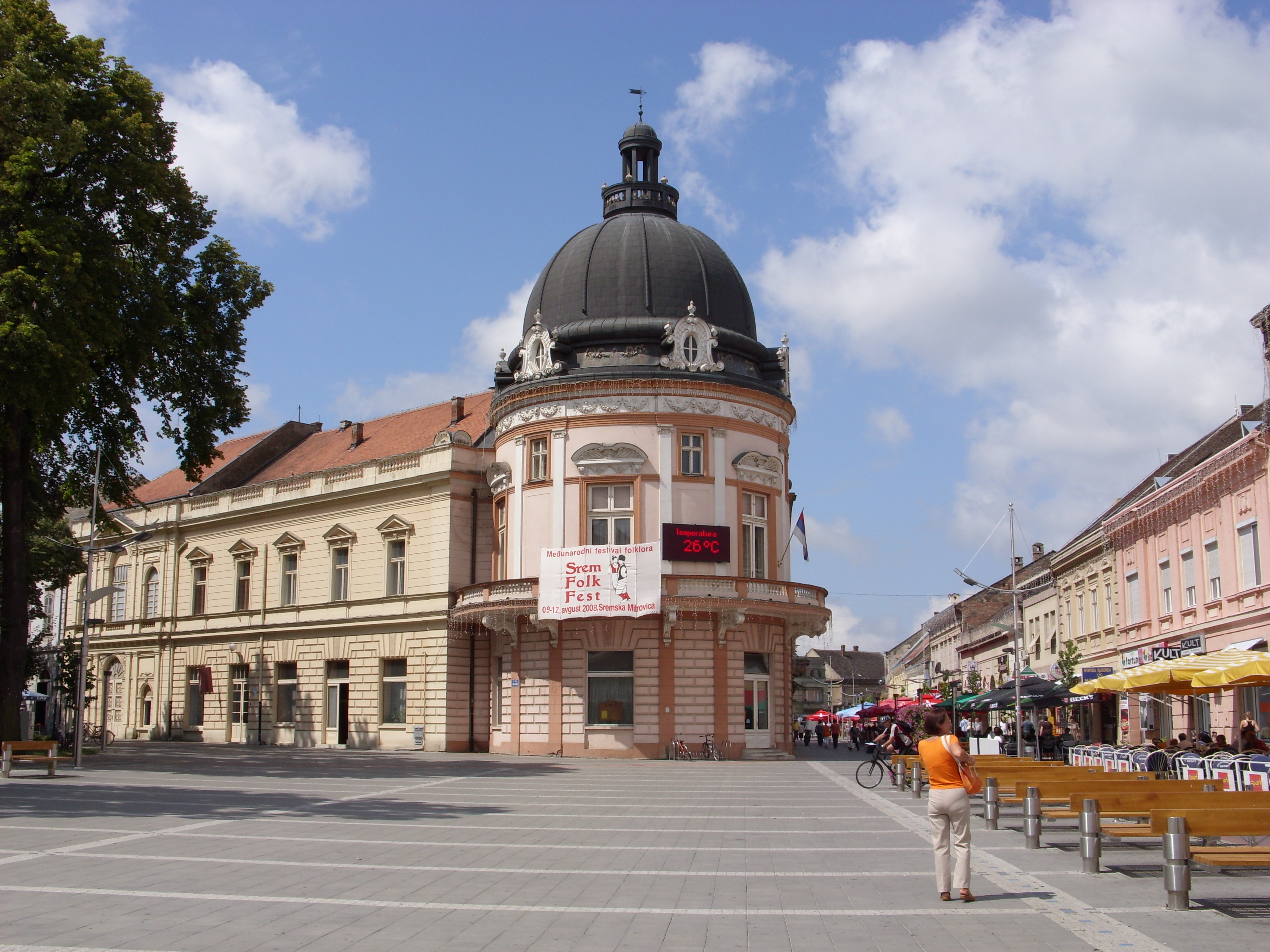
Будівля Сербського дому

Сре́мська Ми́тровиця (серб. Сремска Митровица/Sremska Mitrovica, хорв. Srijemska Mitrovica, русин. Сримска Митровица, угор. Szávaszentdemeter, нім. Syrmisch Mitrowitz) — стародавнє місто на півночі Сербії, на території Воєводини, адміністративний центр Сремського округу, найбільше місто Срему. Місто лежить на лівому березі річки Сави. За даними перепису 2002 року, налічувало 39 084 жителі, а згідно з переписом 1991 року, населення міста становило 38 834 особи.

## Історія
Ще придворний історик Матвія Корвіна Бонфініус писав, що Сірмій названо на честь вождя іллірійського племені трибалів Сіру, чиє ім'я латинізувалося до вигляду Сірмус. Такою назва постає вже в IV ст. до н. е.. За іншим припущенням, місто дістало назву від вождя кельтського племені таврисків також у IV ст. до н. е.
Сремська Митровиця була столицею Римської імперії під час тетрархії, місто згадується як «славна мати міст». Крім того, десять римських імператорів народилися у місті або поблизу нього: імператори Геренній Етруск (251), Гостіліан (251), Децій Траян (249—251), Клавдій II (268—270), Квінтілл (270), Авреліан (270—275), Проб (276—282), Максиміан Геркулій (285—310), Констанцій II (337—361) і Граціан (367—383).
1526 року місто завоювали турки, а 1688 р. у Срем увійшла австрійська армія.

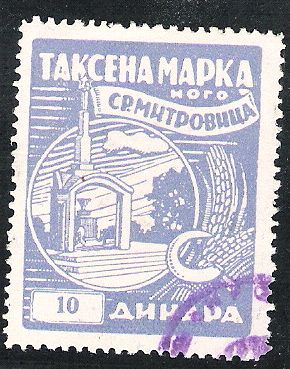
Гербова марка без дати «Сремська Митровиця»

Після розпаду Австро-Угорської монархії в 1918 р. Срем (включаючи і Митровицю) опинився у новоствореній Державі словенців, хорватів і сербів, яка 1 грудня 1918 р., об'єднавшись із Королівством Сербія і Королівством Чорногорія стала Королівством сербів, хорватів і словенців (перейменованим 1929 р. на Югославію). У 1918-22 рр. Сремська Митровиця входила до складу Сремської жупанії, з 1922 по 1929 рр. належала до Сремської області, а з 1929 по 1941 — до Дунайської бановини.
Під час Другої світової війни місто окупували війська держав осі і приєднали до Незалежної Держави Хорватії, де воно ввійшло у велику жупу Вука. У цей час йому змінили назву на «Хорватська Митровиця». За часів Незалежної Держави Хорватії у місті існував один із найбільших нацистських таборів смерті, де було знищено 10 000 жертв (сербів, євреїв, антифашистів).
Починаючи з 1944 року, Сремська Митровиця входила до складу Автономного краю Воєводина у межах нової комуністичної Югославії, а з 1945 року — у складі Соціалістичної Республіки Сербія. З 1992 по 2003 рік місто входило до складу Союзної Республіки Югославія, яка потім перетворилася на союз держав Сербії та Чорногорії, а з моменту проголошення незалежності Чорногорії 2006 року Сремська Митровиця знаходиться в державі Сербія. 

## Відомі особистості
- Клавдій II (213—270) — римський імператор у 268—270 роках.
- Марк Аврелій Проб (232—282) — римський імператор з 276 по 282 рік.
- Міліяна Ніколич (* 1975) — сербська оперна співачка.
- Ігор Писанюк (* 1989) — канадський футболіст.
- Роберт Франгеш-Миханович (1872—1940) — хорватський скульптор.
- Чмелик Степан  — австро-угорський та український військовий діяч, командир 4-ї Золочівської бригади УГА.